# レソトの国章
レソトの国章（レソトのこくしょう）は、1966年10月4日の独立に際して制定された。鰐が描かれたバソト族の伝統的な盾を中心に、後に二つの武器があり、左右に馬がサポーターとして支える構図である。これはソト族王家が19世紀から用いてきた紋章であった。紋章の下部のリボンにはソト語で、Khotso, Pula, Nalaとあり、平和・雨・繁栄を意味する。

レソトの国章（1966年から2006年）